# Autechre
Autechre /ɔːˈtɛkə(ɹ)/ é uma dupla britânica de música eletrônica constituída por Sean Booth e Rob Brown, ambos de Rochdale na Grande Manchester. Formado em 1987, eles estão entre os artistas mais conhecidos assinados com o selo britânico Warp Records, através do qual todos os seus álbuns completos foram lançados a partir de sua estreia em 1993, Incunabula. Eles já se apresentaram com diversos pseudônimos. Uma das primeiras gravações da dupla foi feita sob o nome de Lego Feet, em 1991, pela Skam Records. A maioria dos lançamentos do misterioso umbrella project Gescom também são creditados a eles e outros artistas.
O grupo apresenta uma sonoridade ambígua rotulada como IDM (intelligent dance music), rótulo que foi rejeitado por Booth como "bobo". O grupo é influenciado por estilos como electro, techno dos anos 80 e até hip hop. Ao lado de Aphex Twin e outros artistas da Warp Records, é considerado um dos grupos mais importantes da cena.
Ganharam reconhecimento inicial quando foram apresentados na compilação Artificial Intelligence de 1992 da Warp.

## História

### Lego Feet e anos iniciais (1987-93)
Brown e Booth se conheceram na cena de grafito de Manchester em 1987, quando ambos moravam em Rochdale. Fortemente influenciados pelo electro-funk, hip-hop e acid house, eles começaram a comercializar mixtapes e depois criar suas próprias composições enquanto coletavam um punhado de equipamentos baratos, notoriamente um sampler Casio SK-1 e uma caixa de ritmos Roland TR-606. Seu primeiro lançamento foi Lego Feet, um twelve-inch gravado sob um pseudônimo de mesmo nome trazido pela Skam Records de Manchester.
Seu primeiro lançamento como Autechre foi o single "Cavity Job" em 1991, lançado pela Hardcore Records. Booth e Brown pronunciam o nome Autechre com o sotaque Rochdale [ɔːˈtʰɛkʰə]. No entanto, eles explicaram que o nome pode ser pronunciado da maneira que achar melhor. Booth disse: "As duas primeiras letras foram intencionais, porque tinha um som de 'au' na faixa, e o resto das letras foram batidas aleatoriamente no teclado. Tinhamos escrito esse nome em uma fita cassete, com alguns gráficos. Parecia bom, e começamos a usá-lo como nosso nome."
Mais duas faixas apareceram em 1992 sob o nome Autechre, agora finalizado, na compilação Artificial Intelligence da Warp Records, parte da série de mesmo nome. A compilação continha "The Egg", mais tarde retrabalhada para seu primeiro lançamento completo sob o título "Eggshell".
Duas horas de material inicial foram transmitidos ao vivo pela NTS Radio durante o fim de semana do trigésimo aniversário da Warp, chamado Warp Tapes 89-93. É distribuído gratuitamente na Bleep Store do grupo em formato de áudio digital.

## Métodos
O Autechre usa diferentes sintetizadores digitais e analógicos em sua produção, assim como drum machines, mixers, efeitos e samplers. Eles fazem um uso extensivo de sequenciadores virtuais, softwares VST e outras formas de controlar e processar o áudio. Muito dos hardwares e softwares que eles usam foram customizados pelos próprios. Eles também experimentaram profundamente o processamento via Max/MSP, Kyma e outros sistemas de programação eletrônica.

## Discografia
Albuns de estúdio
- Incunabula (1993)
- Amber (1994)
- Tri Repetae (1995)
- Chiastic Slide (1997)
- LP5 (1998)
- Confield (2001)
- Draft 7.30 (2003)
- Untilted (2005)
- Quaristice (2008)
- Oversteps (2010)
- Exai (2013)
- elseq 1-5 (2016)
- NTS Session 1-4 (2018)
- SIGN (2020)
- PLUS (2020)

Singles e EPs
- Anti (1994)
- Basscadet Mixes (1994)
- Cichli Suite (1997)
- Peel Session (1997)
- Peel Session 2 (2001)
- Gantz Graf (2002)
- L-event (2013)
- JNSN CODE GL16 / spl47 (2017)

Álbuns ao vivo
- AE_LIVE (2015)
- AE_LIVE 2016/2018 (2022)